# Creaks
Creaks je česká počítačová hra z roku 2020. Stojí za ní české studio Amanita Design. Jedná se o první významnější hru tohoto studia, která není point-and-click adventurou. Jedná se o logickou plošinovku s prvky adventury. Získala ocenění Česká hra roku 2020.

## Hratelnost
Jedná se o logickou plošinovku viděnou z boku. Hráč ovládá postavičku s níž prochází úrovně. Musí si dávat pozor na nepřátele známé jako Creaks. Ti jsou inspirováni úkazem známým jako Pareidolie. Creaks se změní v neškodný nábytek pokud se dostanou na světlo a hráč je pak může využít, aby se dostal do jinak nepřístupných oblastí. Každý typ se chová jinak. Stín například kopíruje pohyb hráče, pes na hráče okamžitě zaútočí a chobotnička se pohybuje po předem určených trasách. Těchto vlastností musí hráč využít při řešení logických hádanek, aby postoupil ve hře dál.
Hráč může ve hře narazit na malby, které může sbírat. Ty jsou inspirovány estetikou 18. a 19. století a nachází se v nich různé minihry.

## Vývoj
Hra vznikala původně jako diplomová práce Radima Jurdy a Jana Chlupa, kteří vytvořili několik prototypů, jež však byly zmatené. Později se seznámili s Jakubem Dvorským, který jim s vývojem začal radit a později je přizval do studia Amanita Design v jehož rámci pokračovali ve vývoji, kdy si mohli utvořit vlastní menší tým. 9. října 2018 pak byla hra oficiálně oznámena. Ve vývoji strávila osm let. Dne 10. července 2020 pak hra vyšla na Apple Arcade.